# .356 Winchester
.356 Winchester — винтовочный патрон центрального воспламенения с полуфланцевой гильзой бутылочной формы, изначально созданный для винтовок рычажного действия на основе боеприпаса .307 Winchester. Оба патрона разрабатывались одновременно и были представлены в 1982 году вместе с новой винтовкой Model 94 XTR.

## Конструкция
Несмотря на название, использует пулю калибра .358 дюйма (9,1 мм). Гильза патрона аналогична .308 Winchester, за исключением полуфланцевой закраины для использования в винтовках рычажного действия. По сравнению с патроном .358 Winchester гильза .356 Winchester имеет более толстые стенки, и как следствие — меньший объём, что приводит к уменьшению начальной скорости пули на 15-30 м/с.